# August-Schmidt-Stiftung
Die August-Schmidt-Stiftung wurde am 25. April 1962 von der IG Bergbau und Energie als privatrechtliche Stiftung mit einem anfänglichen Stiftungskapital von 250.000 DM  gegründet. Der Anlass hierfür war das Grubenunglück auf der Schachtanlage Luisenthal im Saarland am 7. Februar 1962, bei dem 299 Bergleute ums Leben kamen. Der Stiftungsbeschluss durch die IG Bergbau und Energie erfolgte unmittelbar danach am 12. Februar 1962. Die Stiftung hatte anfänglich die Aufgabe, die Waisen  von verunglückten Bergleuten finanziell in ihrer Ausbildung zu unterstützen. Seit 1967 wird diese Unterstützung auch Waisen der an Unfallfolgen oder Silikose verstorbenen Bergleute und seit 2000 auch denjenigen Waisen der an ähnlichen Berufskrankheiten verstorbenen Bergleute gewährt.
Benannt ist die Stiftung nach August Schmidt, der 1946 den Industrieverband IV Bergbau britische Zone gründete, aus der die IG Bergbau und Energie hervorging. 